# Chukyo
Imperador Chukyo (仲恭天皇, [[[1218]] — 1234] Erro: {{japonês}}: texto da transliteração contém caractere não latino (pos 19) (ajuda)) foi o 85º imperador do Japão, na lista tradicional de sucessão.

## Vida
Antes de sua ascensão ao Trono do Crisântemo seu nome pessoal era Kanehira. Chukyo foi o primeiro filho do Imperador Juntoku. Sua mãe era Ritsuko, filha de Kujō Yoshitsune.
Chukyo foi entronizado aos dois anos de idade (1221) após a deposição de seu pai, no final da Guerra Jōkyū, uma tentativa mal sucedida do Imperador em Clausura Go-Toba de derrubar o Bakufu Kamakura.
Nesse mesmo ano, foi destronado e substituído pelo seu primo de segundo grau, o Imperador Go-Horikawa, sobrinho de Go-Toba. Por causa de seu destronamento apenas 2 meses após a Guerra Jōkyū, sua entronização não foi reconhecida. Por isso Chukyo passou a ser conhecido como Kujō Haitei (九条廃帝, Kujō Destronado), Hantei (半帝, meio imperador), e mais tarde Go-Haitei (後廃帝, numa referência ao imperador Junnin que foi muitas vezes chamado Haitei, que seria algo como Destronado II). Somente em 1870, ele foi reconhecido como um Imperador e recebeu o nome de Imperador Chukyo.
Chukyo é tradicionalmente venerado em um memorial no santuário xintoísta em Quioto. A Agência da Casa Imperial designa este local como Mausoléu de Chukyo. E é oficialmente chamado Kujō no misasagi.

## Daijō-kan
- Sesshō, Kujō Michiie
- Sadaijin, Kujō Michiie.